# 좀깨잎나무
좀깨잎나무는 한반도의 함경북도, 평안북도를 제외한 전국 산골짜기 바위 틈에 나는 낙엽 반관목으로 높이는 50~100cm이다. 잎은 마주나며 약간 난형이다. 긴 잎자루는 붉은빛이 돌며, 잎의 끝은 뾰족하고, 가장자리에는 5~6개의 큰 톱니가 있으며, 표면에 누운 털이 있다. 꽃은 암수한그루로 이삭꽃차례이고, 잎겨드랑이에 달리며, 담황록색이다. 수꽃이삭은 줄기 밑부분에, 암꽃이삭은 줄기 윗부분에 달린다. 수꽃은 꽃덮이 4장, 수술 4개, 암꽃은 여러 송이가 모여 한 군데에 달리고, 통 모양의 꽃덮이 안에 씨방이 1개, 암술대 1개, 열매는 수과, 긴 도란형, 여러 개가 모여 둥글게 덩어리를 이룬다. 어린잎과 줄기는 식용한다.